# Lihus
Lihus é uma comuna francesa na região administrativa de Altos da França, no departamento de Oise. Estende-se por uma área de 16,03 km². Em 2010 a comuna tinha 421 habitantes (densidade: 26,3 hab./km²).